# Mürvet Öztürk

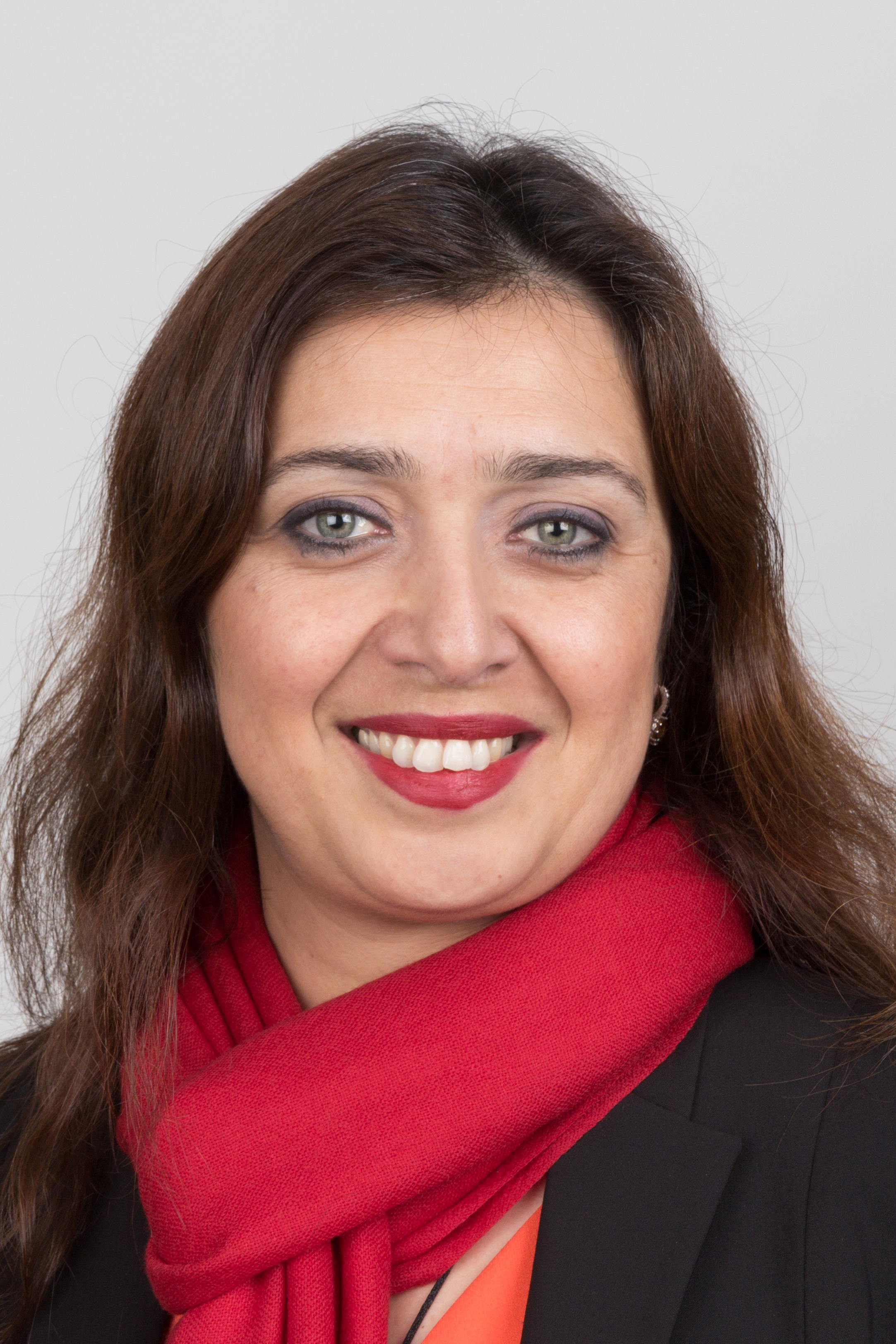
Mürvet Öztürk (2016)

Mürvet Öztürk (* 29. August 1972 in Korschenbroich) ist eine hessische Politikerin (parteilos, vormals Die Grünen) und ehemalige fraktionslose Abgeordnete des Hessischen Landtags.

## Familie
Mürvet Öztürk stammt aus einer kurdischen Familie alevitischen Glaubens. Sie ist verheiratet und lebt in Wetzlar.

## Ausbildung und Beruf
Mürvet Öztürk absolvierte eine Ausbildung zur Groß- und Außenhandelskauffrau und studierte danach Islamwissenschaft und Geschichte an der Universität zu Köln.
Zwischen 2001 und 2004 war sie für die Grünen-nahe Heinrich-Böll-Stiftung Finanzkoordinatorin und Projektassistentin. 2004 bis 2005 arbeitete sie für die Bundestagsfraktion der Grünen als Referentin für Türkeipolitik. Seit 2006 war sie Assistentin von Heide Rühle, MdEP.

## Politik
Mürvet Öztürk war von 2001 bis 2017 Mitglied der Grünen und dort insbesondere in der Migrationspolitik aktiv. Seit 2006 ist sie Mitglied des Kreistages Lahn-Dill und war dort Fraktionsvorsitzende der Grünen.
Bei der Landtagswahl in Hessen 2008 und der Landtagswahl in Hessen 2009 wurde sie jeweils über die Landesliste in den Hessischen Landtag gewählt. Im Landtag war sie Sprecherin für Integration und Migration der Grünen-Fraktion.
Sie war Mitglied folgender Ausschüsse und Gremien:
- Rechts- und Integrationsausschuss
- Innenausschuss
- Petitionsausschuss
- Mitglied in der Härtefallkommission
- Mitglied in der Enquete-Kommission Migration und Integration

Anfang 2011 machte sie Schlagzeilen mit der Forderung, den Begriff „Integration“ abzuschaffen. Die Termini „Integration“ und auch „Migrationshintergrund“, wie sie Thilo Sarrazin benutze, seien „diskriminierend und rassistisch“. Aufgrund der Veröffentlichungen in den Medien gab sie am 20. Januar 2011 eine Presseerklärung ab, in der sie ihre Aussagen abschwächte und erläuterte.
Auch bei der Landtagswahl in Hessen 2013 trat sie im Wahlkreis Lahn-Dill II an und holte 7,7 % der Erststimmen. Wie in den Wahlen zuvor konnte sie über einen Listenplatz in den Landtag einziehen. Am 8. September 2015 trat sie aus Protest gegen die Flüchtlingspolitik der Schwarz-Grünen Landesregierung aus der Fraktion Bündnis 90/Die Grünen aus. Im Mai 2017 trat sie nach 16 Jahren aus ihrer Partei aus. Sie kündigte an, ihr Landtagsmandat bis zum Ende der Legislaturperiode weiter auszuüben.
Sie startete im Februar 2017 mit dem SPD-Landtagsabgeordneten Turgut Yüksel eine Hayir-Kampagne (Hayir = Nein) in Hessen zum Erdogan-Referendum zu Verfassungsänderungen für eine Präsidialdiktatur. Mit dem Ende der Wahlperiode schied sie nach der Landtagswahl in Hessen 2018 aus dem Landtag aus.